# Kritika čistého rozumu
Kritika čistého rozumu (KČR; německy Kritik der reinen Vernunft) je nejvýznamnější dílo německého filosofa Immanuela Kanta a jedno z nejvlivnějších filosofických děl vůbec. Kant v něm předkládá svoji teorii poznání (viz transcendentální filosofie) a řešení problému, jak mohou mít subjektivní podmínky myšlení objektivní platnost. KČR je první ze tří jeho „kritik“; následovala ji Kritika praktického rozumu a Kritika soudnosti. Zjednodušený a zkrácený výklad myšlenek KČR podal Kant ve svazku Prolegomena ke každé příští metafyzice, jež se bude moci stát vědou (1783).
Katolická církev dekretem ze dne 11. června 1827 zařadila Kantovu Kritiku čistého rozumu na Index zakázaných knih.

## Vydání
Kant psal své dílo v Královci, ale první vydání Kritiky čistého rozumu (označované „A“) přišlo na svět roku 1781 v Rize. Druhé vydání (B), pro něž Kant přepracoval a rozšířil některé pasáže, vyšlo roku 1787. V 90. letech se potom objevila další vydání, která se ale od druhého příliš nelišila. Ve filosofickém diskursu následně probíhala a dosud probíhá polemika ve věci jednotlivých vydání; zatímco obecně je překládáno, citováno a vykládáno spíše vydání druhé, např. Schopenhauer a Heidegger považovali za jádro kantovské nauky vydání první.

## Přehled členění „Kritiky čistého rozumu“
| Věnování                               |                                                                                                 |                                                       |                                                                              | |                                                                 |                                                                 |                                                                 |                                                                 |                                                                 |                                                                 |                                                                 |                                    |
| Předmluva k druhému vydání             |                                                                                                 |                                                       |                                                                              | |                                                                 |                                                                 |                                                                 |                                                                 |                                                                 |                                                                 |                                                                 |                                    |
| Úvod                                   | I. O rozdílu mezi čistým a empirickým poznáním                                                  | I. O rozdílu mezi čistým a empirickým poznáním        | I. O rozdílu mezi čistým a empirickým poznáním                               | I. O rozdílu mezi čistým a empirickým poznáním                                                                            | I. O rozdílu mezi čistým a empirickým poznáním                  | I. O rozdílu mezi čistým a empirickým poznáním                  | I. O rozdílu mezi čistým a empirickým poznáním                  | I. O rozdílu mezi čistým a empirickým poznáním                  | I. O rozdílu mezi čistým a empirickým poznáním                  | I. O rozdílu mezi čistým a empirickým poznáním                  | I. O rozdílu mezi čistým a empirickým poznáním                  |                                    |
| Úvod                                   | II. Máme určité apriorní poznatky a samo obyčejné rozvažování nikdy bez takových poznatků není  |                                                       |                                                                              | |                                                                 |                                                                 |                                                                 |                                                                 |                                                                 |                                                                 |                                                                 |                                    |
| Úvod                                   | III. Filosofie vyžaduje vědu, která určuje možnost, principy a rozsah všech apriorních poznatků |                                                       |                                                                              | |                                                                 |                                                                 |                                                                 |                                                                 |                                                                 |                                                                 |                                                                 |                                    |
| Úvod                                   | IV. O rozdílu mezi analytickými a syntetickými soudy                                            |                                                       |                                                                              | |                                                                 |                                                                 |                                                                 |                                                                 |                                                                 |                                                                 |                                                                 |                                    |
| Úvod                                   | V. Syntetické soudy a priori jsou obsaženy jako principy ve všech teoretických vědách rozumu    |                                                       |                                                                              | |                                                                 |                                                                 |                                                                 |                                                                 |                                                                 |                                                                 |                                                                 |                                    |
| Úvod                                   | VI. Obecná úloha čistého rozumu                                                                 |                                                       |                                                                              | |                                                                 |                                                                 |                                                                 |                                                                 |                                                                 |                                                                 |                                                                 |                                    |
| Úvod                                   | VII. Idea a rozvržení zvláštní vědy, která je nazvána kritikou čistého rozumu                   |                                                       |                                                                              | |                                                                 |                                                                 |                                                                 |                                                                 |                                                                 |                                                                 |                                                                 |                                    |
| I. Transcendentální nauka o elementech | Díl první Transcendentální estetika                                                             | 1. kapitola: O prostoru                               | 1. kapitola: O prostoru                                                      | 1. kapitola: O prostoru                                                                                                   | 1. kapitola: O prostoru                                         | 1. kapitola: O prostoru                                         | 1. kapitola: O prostoru                                         | 1. kapitola: O prostoru                                         | 1. kapitola: O prostoru                                         | 1. kapitola: O prostoru                                         | 1. kapitola: O prostoru                                         | 1. kapitola: O prostoru            |
| I. Transcendentální nauka o elementech | Díl první Transcendentální estetika                                                             | 2. kapitola: O čase                                   |                                                                              | |                                                                 |                                                                 |                                                                 |                                                                 |                                                                 |                                                                 |                                                                 |                                    |
| I. Transcendentální nauka o elementech | Díl první Transcendentální estetika                                                             | Obecné poznámky k transcendentální estetice           |                                                                              | |                                                                 |                                                                 |                                                                 |                                                                 |                                                                 |                                                                 |                                                                 |                                    |
| I. Transcendentální nauka o elementech | Díl první Transcendentální estetika                                                             | Závěr transcendentální estetiky                       |                                                                              | |                                                                 |                                                                 |                                                                 |                                                                 |                                                                 |                                                                 |                                                                 |                                    |
| I. Transcendentální nauka o elementech | Díl druhý: Transcendentální logika                                                              | Úvod. Idea transcendentální logiky                    | Úvod. Idea transcendentální logiky                                           | Úvod. Idea transcendentální logiky                                                                                        | Úvod. Idea transcendentální logiky                              | Úvod. Idea transcendentální logiky                              | Úvod. Idea transcendentální logiky                              | Úvod. Idea transcendentální logiky                              | Úvod. Idea transcendentální logiky                              | Úvod. Idea transcendentální logiky                              | Úvod. Idea transcendentální logiky                              | Úvod. Idea transcendentální logiky |
| I. Transcendentální nauka o elementech | Díl druhý: Transcendentální logika                                                              | Oddíl první: Transcendentální analytika               | Kniha první. Analytika pojmů                                                 | 1. část. O vodítku k odhalení všech čistých rozvažovacích pojmů                                                           | 1. část. O vodítku k odhalení všech čistých rozvažovacích pojmů | 1. část. O vodítku k odhalení všech čistých rozvažovacích pojmů | 1. část. O vodítku k odhalení všech čistých rozvažovacích pojmů | 1. část. O vodítku k odhalení všech čistých rozvažovacích pojmů | 1. část. O vodítku k odhalení všech čistých rozvažovacích pojmů | 1. část. O vodítku k odhalení všech čistých rozvažovacích pojmů | 1. část. O vodítku k odhalení všech čistých rozvažovacích pojmů |                                    |
| I. Transcendentální nauka o elementech | Díl druhý: Transcendentální logika                                                              | Oddíl první: Transcendentální analytika               | Kniha první. Analytika pojmů                                                 | 2. O dedukci čistých rozvažovacích pojmů                                                                                  |                                                                 |                                                                 |                                                                 |                                                                 |                                                                 |                                                                 |                                                                 |                                    |
| I. Transcendentální nauka o elementech | Díl druhý: Transcendentální logika                                                              | Oddíl první: Transcendentální analytika               | Kniha druhá. Analytika zásad                                                 | Úvod. O transcendentální soudnosti vůbec.                                                                                 | Úvod. O transcendentální soudnosti vůbec.                       | Úvod. O transcendentální soudnosti vůbec.                       | Úvod. O transcendentální soudnosti vůbec.                       | Úvod. O transcendentální soudnosti vůbec.                       | Úvod. O transcendentální soudnosti vůbec.                       | Úvod. O transcendentální soudnosti vůbec.                       | Úvod. O transcendentální soudnosti vůbec.                       |                                    |
| I. Transcendentální nauka o elementech | Díl druhý: Transcendentální logika                                                              | Oddíl první: Transcendentální analytika               | Kniha druhá. Analytika zásad                                                 | 1. část. O schematismu čistých rozvažovacích pojmů.                                                                       |                                                                 |                                                                 |                                                                 |                                                                 |                                                                 |                                                                 |                                                                 |                                    |
| I. Transcendentální nauka o elementech | Díl druhý: Transcendentální logika                                                              | Oddíl první: Transcendentální analytika               | Kniha druhá. Analytika zásad                                                 | 2. část. Systém všech zásad čistého rozvažování                                                                           |                                                                 |                                                                 |                                                                 |                                                                 |                                                                 |                                                                 |                                                                 |                                    |
| I. Transcendentální nauka o elementech | Díl druhý: Transcendentální logika                                                              | Oddíl první: Transcendentální analytika               | Kniha druhá. Analytika zásad                                                 | 3. O důvodu rozlišení všech předmětů vůbec na phaenomena a noumena                                                        |                                                                 |                                                                 |                                                                 |                                                                 |                                                                 |                                                                 |                                                                 |                                    |
| I. Transcendentální nauka o elementech | Díl druhý: Transcendentální logika                                                              | Oddíl první: Transcendentální analytika               | Kniha druhá. Analytika zásad                                                 | Dodatek. O amfibolii reflexivních pojmů v důsledku záměny empirického používání rozvažování za používání transcendentální |                                                                 |                                                                 |                                                                 |                                                                 |                                                                 |                                                                 |                                                                 |                                    |
| I. Transcendentální nauka o elementech | Díl druhý: Transcendentální logika                                                              | Oddíl druhý. Transcendentální dialektika              |                                                                              | |                                                                 |                                                                 |                                                                 |                                                                 |                                                                 |                                                                 |                                                                 |                                    |
| I. Transcendentální nauka o elementech | Díl druhý: Transcendentální logika                                                              | Úvod                                                  | I. O transcendentálním zdání                                                 | I. O transcendentálním zdání                                                                                              | I. O transcendentálním zdání                                    | I. O transcendentálním zdání                                    | I. O transcendentálním zdání                                    | I. O transcendentálním zdání                                    | I. O transcendentálním zdání                                    | I. O transcendentálním zdání                                    |                                                                 |                                    |
| I. Transcendentální nauka o elementech | Díl druhý: Transcendentální logika                                                              | Úvod                                                  | II. O čistém rozumu jako sídle transcendentálního zdání                      | |                                                                 |                                                                 |                                                                 |                                                                 |                                                                 |                                                                 |                                                                 |                                    |
| I. Transcendentální nauka o elementech | Díl druhý: Transcendentální logika                                                              | Kniha první. O pojmech čistého rozumu                 |                                                                              | |                                                                 |                                                                 |                                                                 |                                                                 |                                                                 |                                                                 |                                                                 |                                    |
| I. Transcendentální nauka o elementech | Díl druhý: Transcendentální logika                                                              | Kniha druhá. O dialektických úsudcích čistého rozumu. | 1. část. O paralogismech čistého rozumu                                      | 1. část. O paralogismech čistého rozumu                                                                                   | 1. část. O paralogismech čistého rozumu                         | 1. část. O paralogismech čistého rozumu                         | 1. část. O paralogismech čistého rozumu                         | 1. část. O paralogismech čistého rozumu                         | 1. část. O paralogismech čistého rozumu                         | 1. část. O paralogismech čistého rozumu                         |                                                                 |                                    |
| I. Transcendentální nauka o elementech | Díl druhý: Transcendentální logika                                                              | Kniha druhá. O dialektických úsudcích čistého rozumu. | Obecná poznámka o přechodu od racionální psychologie k racionální kosmologii | |                                                                 |                                                                 |                                                                 |                                                                 |                                                                 |                                                                 |                                                                 |                                    |
| I. Transcendentální nauka o elementech | Díl druhý: Transcendentální logika                                                              | Kniha druhá. O dialektických úsudcích čistého rozumu. | 2. část. Antinomie čistého rozumu.                                           | |                                                                 |                                                                 |                                                                 |                                                                 |                                                                 |                                                                 |                                                                 |                                    |
| I. Transcendentální nauka o elementech | Díl druhý: Transcendentální logika                                                              | Kniha druhá. O dialektických úsudcích čistého rozumu. | 3. část. Ideál čistého rozumu                                                | |                                                                 |                                                                 |                                                                 |                                                                 |                                                                 |                                                                 |                                                                 |                                    |
| I. Transcendentální nauka o elementech | Díl druhý: Transcendentální logika                                                              | Dodatek k transcendentální dialektice                 | O regulativním používání idejí čistého rozumu                                | O regulativním používání idejí čistého rozumu                                                                             | O regulativním používání idejí čistého rozumu                   | O regulativním používání idejí čistého rozumu                   | O regulativním používání idejí čistého rozumu                   | O regulativním používání idejí čistého rozumu                   | O regulativním používání idejí čistého rozumu                   | O regulativním používání idejí čistého rozumu                   |                                                                 |                                    |
| I. Transcendentální nauka o elementech | Díl druhý: Transcendentální logika                                                              | Dodatek k transcendentální dialektice                 | O konečném cíli přirozené dialektiky čistého rozumu                          | |                                                                 |                                                                 |                                                                 |                                                                 |                                                                 |                                                                 |                                                                 |                                    |
| II. Transcendentální nauka o metodě    | Úvod                                                                                            | Úvod                                                  | Úvod                                                                         | Úvod | Úvod                                                            | Úvod                                                            | Úvod                                                            | Úvod                                                            | Úvod                                                            | Úvod                                                            | Úvod                                                            | Úvod                               |
| II. Transcendentální nauka o metodě    | 1. část. Disciplína čistého rozumu                                                              |                                                       |                                                                              | |                                                                 |                                                                 |                                                                 |                                                                 |                                                                 |                                                                 |                                                                 |                                    |
| II. Transcendentální nauka o metodě    | 2. část. Kánon čistého rozumu                                                                   |                                                       |                                                                              | |                                                                 |                                                                 |                                                                 |                                                                 |                                                                 |                                                                 |                                                                 |                                    |
| II. Transcendentální nauka o metodě    | 3. část. Architektonika čistého rozumu                                                          |                                                       |                                                                              | |                                                                 |                                                                 |                                                                 |                                                                 |                                                                 |                                                                 |                                                                 |                                    |
| II. Transcendentální nauka o metodě    | 4. část. Dějiny čistého rozumu                                                                  |                                                       |                                                                              | |                                                                 |                                                                 |                                                                 |                                                                 |                                                                 |                                                                 |                                                                 |                                    |